# Люц
Люц (нім. Lütz) — громада в Німеччині, розташована в землі Рейнланд-Пфальц. Входить до складу району Кохем-Целль. Складова частина об'єднання громад Кохем.
Площа — 5,47 км2. Населення становить 274 ос. (станом на 31 грудня 2020).